# الکساندر لیاپانوف
الکساندر میخائیلویچ لیاپونوف (به روسی: Алекса́ндр Миха́йлович Ляпуно́в) (زاده ۶ ژوئن ۱۸۵۷ – درگذشته ۳ نوامبر ۱۹۱۸) ریاضی‌دان و فیزیک‌دان روسی بود.
او به‌خاطر توسعه نظریه پایداری سیستم‌های دینامیکی و نیز سهم عمده‌اش در نظریه احتمالات و فیزیک ریاضی شهرت دارد.

## زندگی
الکساندر لیاپونوف در شهر یاروسلاول روسیه به‌دنیا آمد. پدرش «میخائیل واسیلویچ لیاپانوف» (زاده ۱۸۲۰ – درگذشته ۱۸۶۸) یک ستاره‌شناس و برادرش «سرگی لیاپانوف» یک نوازنده پیانو و آهنگ‌ساز سرشناس بود.
در سال ۱۸۶۳ پدر الکساندر از حرفه علمی خود بازنشسته شد و به همراه خانواده به ملک همسرش در شهر بولوبونف نقل مکان کرد.
الکساندر بعد از درگذشت پدرش در سال ۱۸۶۸ توسط دایی خود مورد تعلیم قرار گرفت. او در خانواده دایی‌اش به همراه دختر دایی خود ناتالیا که بعداً در سال ۱۸۸۶ با او ازدواج کرد مورد تربیت و آموزش قرار گرفت.
در ۱۸۷۰ او به همراه مادر و برادرش به شهر نوگراد نقل مکان کرد.

## تحصیل
در سال ۱۸۷۶ لیاپونوف وارد دانشکده ریاضی و فیزیک دانشگاه سن پترزبورگ شد، اما پس از یک ماه به دانشکده ریاضی منتقل شد. در میان استادان ریاضی دانشگاه سن پترزبورگ، چبیشف که تأثیر بسیار زیادی بر روی او گذاشت و همچنین دو تن از شاگردان چبیشف یعنی «الکساندر نیکولاویچ کورکین» و «ایگور ایوانوئیچ زولوتارف» به چشم می‌خوردند.
وی در سال ۱۸۸۰ (دو سال پس از آندره مارکوف) از دانشگاه سن پترزبورگ فارغ‌التحصیل شد و در این دانشگاه به منظور انجام کارهای پژوهشی باقی ماند. لیاپونوف با مارکوف در تمام طول زندگی خود ارتباط علمی داشت.
لیاپونوف نخستین آثار علمی خود را زیر نظر استاد مکانیک خود بوبیلف تألیف کرد. او در سال ۱۸۸۰ به‌خاطر کار روی نظریه استاتیک شاره‌ها یک نشان طلا دریافت کرد. این دستاورد او زمینه‌ساز نخستین آثار علمی منتشرشده او با عنوان تعادل یک جسم سنگین در یک مخزن ثابت حاوی یک سیال غلیظ و پتانسیل فشار هیدرو استاتیکی بود، که در سال 1881 منتشر شد. یک سال پس از انتشار این دو مقاله چبیشف سؤالی را مطرح کرد که سال‌ها بعد یکی از زمینه‌های اصلی تحقیقاتی او را در دستور کار قرار داد، سؤال چبیشف این بود:
«واضح است که در یک سرعت زاویه‌ای مشخص اشکال بیضی‌گون دیگر حالت‌های تعادل یک مایع در حال گردش نیستند. در این مورد آیا آن‌ها به حالت‌های جدیدی از تعادل تغییر نمی‌کنند که به خاطر افزایش اندکی در سرعت زاویه‌ای کمی با بیضی متفاوت هستند؟»
گرچه پایان‌نامه لیاپونوف این سؤال را پاسخ نداد اما انگیزه انتخاب موضوع پایان‌نامه او شد.
او در سال ۱۸۸۴ از پایان‌نامه کارشناسی ارشد خود با عنوان «پایداری حالت‌های بیضی‌گون در تعادل دوران سیالات» دفاع کرد. این موضوع پیش از او نیز توسط چبیشف به دیگر دانشجویانش مانند زولوتارف و سوفیا کوالفسکایا پیشنهاد داده شده بود.
پایان‌نامه لیاپونوف در سال ۱۸۸۵ در نشریه آسترونومی منتشر شد و در سال ۱۹۰۴ به زبان فرانسوی ترجمه شد و توجه بسیاری از ریاضی‌دانان و منجمین اروپایی را به خود جلب کرد.

## پژوهش و تدریس در دانشگاه
پس از آن لیاپونوف به تدریس مکانیک در دانشگاه خارکف مشغول شد و به پژوهش برای رساله دکتری خود پرداخت. او در ۱۲ اکتبر ۱۸۹۲ در دانشگاه مسکو از رساله دکتری خود با عنوان مسئله عمومی پایداری حرکت دفاع کرد.
رساله او همانند پایان‌نامه کارشناسی ارشدش به زبان فرانسوی ترجمه شد. یک سال بعد او استاد تمام و صاحب کرسی استادی مکانیک دانشگاه خارکف شد که تا سال 1902 در این سمت باقی ماند. او در سال‌های 1891 تا 1898 معاون رئیس دانشگاه و از 1899 تا 1902 که دانشگاه خارکف را ترک کرد رئیس این دانشگاه بود.
وی دربارهٔ نخستین روزهای تدریس در دانشگاه خارکف می‌نویسد:
«در ابتدا فعالیت‌های پژوهشی من بسیار محدود شده بود، زیرا لازم بود روی دوره‌های زیادی کار کنم و برای دانشجوها یادداشت تهیه کنم که زمان بسیاری به خود اختصاص می‌داد».
دستیار و دانشجوی او ولادیمیر استکلف از اولین کنفرانس لیاپونوف در دانشگاه این‌گونه یاد می‌کند:
«مرد جوانی که تقریباً هم‌سن دانشجویان دیگر بود روبه‌روی حضار قرار گرفت؛ جایی که رئیس دانشکده پروفسور لواکوفسکی که مورد احترام همه دانشجوها بود نیز حضور داشت. بعد از این‌که پروفسور لواکوفسکی محل سخنرانی را ترک کرد، مرد جوان با صدایی لرزان شروع به ارائه مطلب درباره دینامیک نقاط مادی کرد؛ درحالی‌که موضوع سخن‌رانی او سیستم‌های دینامیکی بود! این موضوع قبل از او توسط پروفسور دلارو ارائه شده بود. اما مطالبی که لیاپانوف ارائه داد کاملاً جدید بود به‌طوری که من این مطالب را در هیچ کتاب درسی ندیده بودم! این ارائه عالی باعث شد که مغایرت موضوع سخن‌رانی او به‌کلی فراموش شود.
از آن روز به بعد دانشجوها احترام خاصی برای لیاپونوف قائل شدند.»
لیاپونوف در سال ۱۹۰۲ به سن پترزبورگ بازگشت و به‌عنوان عضو فعال آکادمی علوم و استاد دانشگاه ریاضی کاربردی انتخاب شد. جایگاهی که پیش از او در اختیار چبیشف بود.
الزامی نبودن تدریس به لیاپونوف این اجازه را می‌داد تا روی مطالعاتش متمرکز شود حالا او می‌توانست کار روی مسئله چبیشف را به نتیجه برساند.
در سال ۱۹۰۸ او در چهارمین کنگره بین‌المللی ریاضیات در شهر رم شرکت کرد. او همچنین در انتشار آثار برگزیده لئونارد اویلر (ریاضی‌دان سوئیسی) به‌عنوان ویراستار مشارکت داشت.
در اواخر ژوئن ۱۹۱۷ همراه همسرش به نزد برادرش در شهر اودسا رفت. همسر لیاپانوف از بیماری سل رنج می‌برد و آن‌ها به دستور پزشک نقل مکان کردند. سرانجام در ۳۱ اکتبر ۱۹۱۸ همسر لیاپانوف بر اثر بیماری سل درگذشت. همان‌روز لیاپانوف با شلیک گلوله به سرش خودکشی کرد.

## دستاوردها

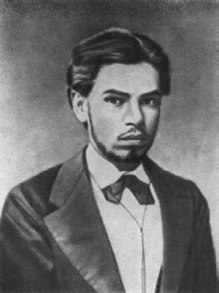
الکساندر میخائیلویچ لیاپونوف در سال 1876

الکساندر لیاپونوف در زمینه‌های بسیاری شامل: معادلات دیفرانسیل تئوری پتانسیل سیستم‌های دینامیکی و نظریه احتمالات فعالیت داشت.
علاقه اصلی او پایداری تعادل و حرکت سیستم‌های مکانیکی نظریه «پایداری مایع متلاطم یکنواخت» و بررسی رفتار ذرات تحت تأثیر جاذبه بود.
از سهم عمده او در فیزیک ریاضی می‌توان مسئله مقدار مرزی معادله لاپلاس را نام برد. در نظریه پتانسیل اثر او با عنوان «سؤالاتی در رابطه با معمای دیریکله» بسیاری از جنبه‌های مهم این نظریه را روشن ساخت.
نظریات و آثار او در این زمینه در ارتباط نزدیک با آثار استکلف است.
لیاپونوف بسیاری از روش‌های مهم تقریب را بسط و توسعه داد. روش‌هایی که او در ۱۸۹۹ معرفی کرد ارائه تعریفی برای پایداری معادلات دیفرانسیل معمولی را ممکن ساخت. نمای لیاپونوف در ریاضیات سیستم‌های دینامیکی به افتخار او به این نام خوانده می‌شود.
او نظریه نوین پایداری سیستم‌های دینامیکی را ارائه داد. در نظریه احتمالات کارهای چبیشف و مارکوف را تعمیم داد و قضیه حد میانه را در حالت کلی تر اثبات کرد. روشی که او برای اثباتش استفاده کرد بعدها استفاده گسترده‌ای در نظریه احتمال پیدا کرد.
او مانند بسیاری ریاضی‌دانان دیگر ترجیح می‌داد به‌تنهایی کار کند و اغلب با خویشاوندان نزدیک و همکاران اندکی که داشت کار می‌کرد. لیاپونوف معمولاً تا دیروقت و گاهی تمام شب را به مطالعه و تحقیق می‌پرداخت.
او عضو افتخاری دانشگاه‌های زیادی بود همچنین عضو افتخاری آکادمی علوم رم و عضو فرهنگستان علوم فرانسه بود.